# Distretto di Jin'an
Il distretto di Jin'an (金安区S, Jīn'ān QūP) è un distretto della Cina, situato nella provincia dell'Anhui.